# Wilhelm Speidel (musiker)
Wilhelm Speidel, född 3 september 1826 i Ulm, död 13 oktober 1899 i Stuttgart, var en tysk musiker.
Speidel var lärjunge till sin far, den ansedde sångaren och musikläraren Conrad Speidel, samt till bland andra Ignaz Lachner i München. Han verkade främst i Stuttgart som dirigent av manskör (Liederkranz) och av populärkonserter. Han var också medstiftare av och pianolärare vid Stuttgarts musikkonservatorium. Han komponerade främst manskör (bland annat Wikinger Ausfahrt och Volkers Schwanenlied), men även en del kammarmusik, pianostycken och sånger.